# 艾希莉·波爾
艾希莉·愛黛兒·波爾（1983年3月31日—）是一位是一位加拿大配音員和音樂人，以在搖滾樂團Hey Ocean!中擔當主唱最為人所知。配音過許多玩具導向的電影和電視劇系列，最著名的有《芭比動畫》、《小小寵物店》和《彩虹小馬：友情就是魔法》。她在由布倫特·霍奇執導的紀錄片《A Brony Tale》中，擔任主要角色的位置。

## 職業生涯
艾希莉在2002年4月1日～2003年4月6日期間曾為Noggin頻道（Nick Jr.頻道的前身）的吉祥物Feetface配音。